# Čakovec
Čakovec (ˈtʃǎkɔʋɛts;in tedesco Csakathurn o Tschakathurn, in ungherese Csáktornya) è una città situata nella parte settentrionale della Croazia, capoluogo della regione del Međimurje situata tra i fiumi Mur e Drava.

## Società

### Evoluzione demografica
Abitanti censiti

## Amministrazione

### Gemellaggi
- Nagykanizsa, Ungheria
- Płońsk, Polonia
- Schramberg, Germania